# Садлер, Венди
Венди Садлер (Wendy Sadler; род. 1972) — британский популяризатор науки, физик.
Директор-основатель Science Made Simple и сотрудница Кардиффского университета.
Окончила Кардиффский университет (бакалавр физики и музыки, 1994), намереваясь стать звукорежиссёром. Однако попала на работу в Techniquest, где достигла позиции менеджера по образованию.
В 2002 году учредила Science Made Simple (SMS), привлёкшую с тех пор более 750 тыс. человек и работавшую в более чем 30 странах.
Получила степень магистра в Открытом университете.
Состояла членом Уэльского научно-консультативного совета.
Фелло RSA, University of Wales Trinity Saint David, ERA Foundation.
Автор книг для детей.

## Награды и отличия
- Welsh Woman of the Year (2004)
- WISE[англ.] Excellence Award (2004)
- Young Professional Physicist of the year, Институт физики (2005)
- EU Descartes Prize for Science Communication (2007)[2]
- UKRC[англ.] Woman of Outstanding Achievement (2008)
- Leading Wales Award (2015)
- Kelvin Medal and Prize[англ.] Института физики (2017)[3]

Кавалер ордена Британской империи (2017).